# Zuul FX
Zuul FX est un groupe de metal industriel français, originaire de Pontoise, dans le Val-d'Oise.

## Biographie
(mai 2024).
Depuis 2002, Zuul FX est reconnu dans l’univers du metal industriel. Parmi les dates qui ont marqué l’évolution du groupe et sa reconnaissance sur la scène internationale, le festival With Full Force en 2007 (à Löbnitz en Allemagne), et plusieurs tournées en Europe et au Japon on contribuer à leur succès d'estime. Le groupe a également joué en première partie de groupes internationalement reconnus tels que Trivium, Annihilator, Slayer, Megadeth, Fear Factory, Ill Niño, Machine Head.     

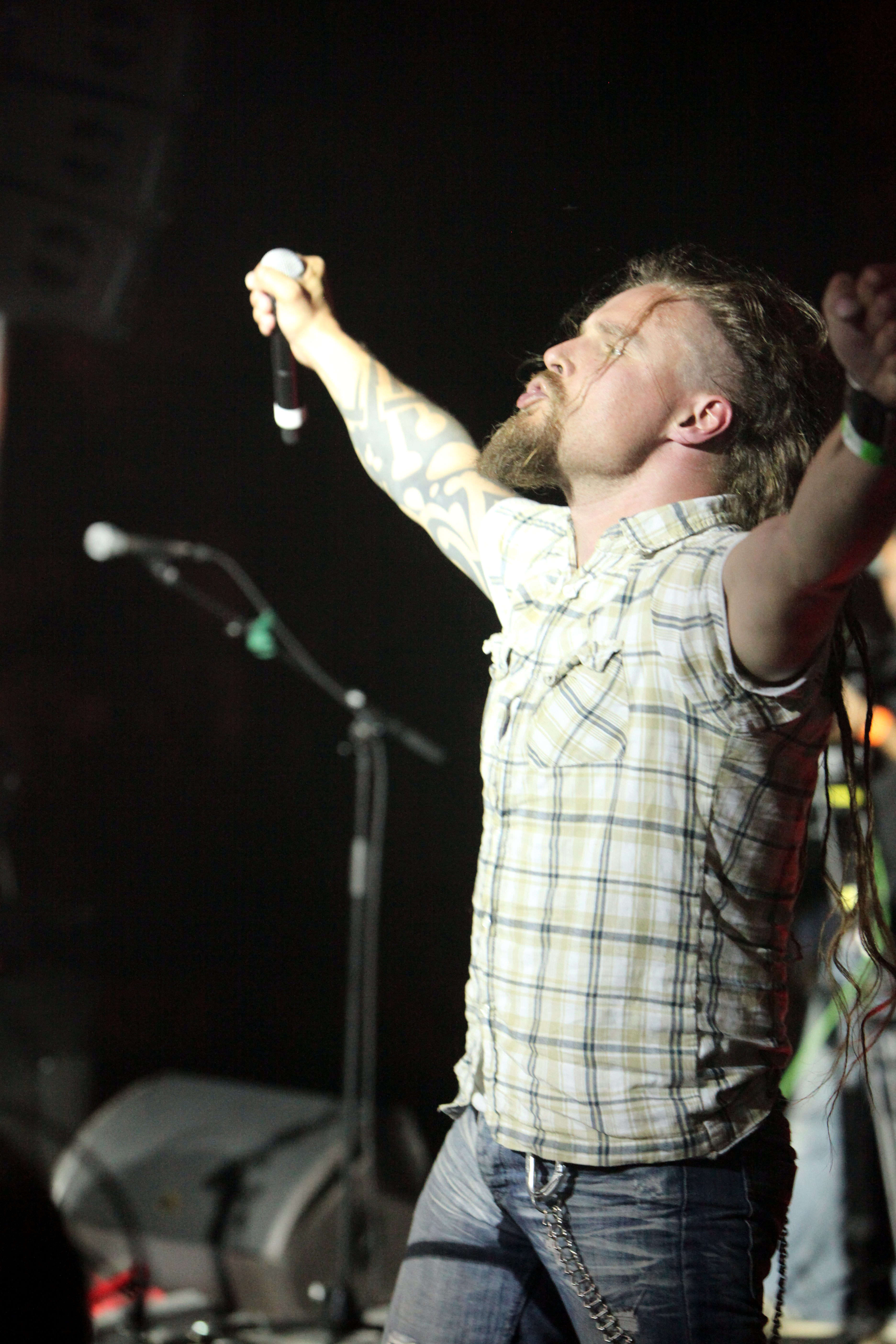
Zuul FX.

Steeve "Zuul" Petit, fondateur et leader du groupe, a fait deux featuring avec les frères Cavalera pour leur projet Cavalera Conspiracy au Hellfest à Clisson (2008) et au Bataclan à Paris (2011).

### Les origines
Steeve "Zuul" Petit, leader de Zuul FX, lance son projet croisant musique, esthétique graphique et cinématographie en 2002. Son vif intérêt pour l’évolution des rapports de l’Humanité aux nouvelles technologies et au développement des I.A., jusqu’au transhumanisme, influence ses créations qui associent intimement musique, mise en scène, image et cinéma. L’utilisation des machines qui caractérisent sa musique reflète son interrogation du genre humain et de son évolution: froide, désincarnée, puissante, et grave, où résonnent pourtant les sonorités d’une musique plurielle, un écho du temps et des 5 continents.
Mêlant sens du détail et de la perfection à son insatiable curiosité, Steeve "Zuul" compose depuis les débuts une véritable aventure artistique, une toile tissée de nombreux chemins entre metal pur et fusion des genres.
Steeve "Zuul" Petit commence sa carrière en 1999 avec le groupe No Return, dans lequel il chante jusqu’en 2003. Son projet personnel débute avec les musiciens de session Greg Lambert à la guitare, Laurent Mainolfi "Blast" à la basse et Alex Anxonnia à la batterie, tous deux membres du groupe suisse Sybreed. Quant à Steeve Petit, il écrit les paroles et interprète les œuvres. Les musiques sont signées par "Blast" et Steeve "Zuul", qui partagent les mêmes goûts musicaux: de la scène Metal d’abord, avec Slipknot, Fear Factory, Machine Head, Ministry, Marilyn Manson, Sepultura, Soulfly, Nailbomb, et dans d’autres genres avec Prodigy, Bjork, Portishead, Depeche Mode...
C’est en 2003 que le groupe trouve son nom définitif, Zuul FX, incarnation du fondateur du projet et de son essence artistique. "Zuul" est la signature et le pseudo qui suivent Steeve Petit depuis son adolescence, un surnom lié à ses multiples activités musicales et à son goût intense pour le métissage des genres musicaux qui influencent ses créations: rock, hard rock, metal, hip hop, musiques électroniques, acoustiques, baroque et classique... Le terme "FX" est une proposition de Laurent "Blast"  Mainolfi en référence aux machines (samples, loops et claviers...) qui composent le style et la marque de fabrique de Zuul FX.

### De la première démo au DVD live, 6 ans d’ascension sur la scène Metal
En 2003 Zuul FX sort sa première démo, Ass Music (à retrouver dans les bonus du coffret CD/DVD Live in Japan), enregistrée chez Francis Caste (Studio Sainte Marthe) avec un changement de line-up : Greg Lambert étant parti pour raisons familiales, “Blast” reprend basse et guitare, et Alex Anxionna est remplacé par Aurélien Ouzoulias à la batterie. Les paroles et le chant sont toujours la prérogative de Steeve "Zuul", qui compose la musique en duo avec "Blast". Présentée à différents labels, cette démo de 2 titres avec making of vidéo des enregistrements studio ouvre les portes des premiers concerts à la «Loco», à Paris.
2005, le premier album studio, By the Cross, est enregistré chez Francis Caste avec le label Equilibre Music, et masterisé par Jean-Pierre Bouquet (L'autre Studio). L'album est distribué en Europe et plus particulièrement en Angleterre, où il est diffusé sur la radio BBC2 par Bruce Dickinson (Iron Maiden) en personne et qui ne tarit pas d'éloges à l'égard de ce tout premier album.
En 2007, Zuul FX sort un deuxième album, Live Free Or Die, enregistré et masterisé chez Francis Caste, avec lequel il joue 2 concerts au With Full Force Festival en Allemagne (Leipzig): le premier dans la tente de 10 000 personnes, et le lendemain sur la mainstage devant 45 000 personnes, en remplacement au pied levé de Static X. Un énorme succès pour le groupe, qui l’emmène sur les routes d’une tournée européenne en première partie de Pro-Pain, le groupe de hard core new-yorkais de Gary Meskil.
Un an plus tard, le groupe se rend sur l’île de La Réunion, à l'occasion du "Rougail Rock" de Saint-Pierre. Zuul FX aura été le premier groupe de Metal indus à jouer au "Bato Fou", partageant la scène avec les groupes locaux Warfield et Backstroke. L'évènement sera couvert pendant une semaine par la chaîne de télévision locale RFO, par le journaliste Steve Henry Peeters (Enfer Magazine).
2009, nouveau tournant pour Zuul FX, avec la sortie d’un premier CD/DVD live, Live In The House, enrichi de bonus photos et vidéos. Enregistré au Forum de Vauréal dans le Val-d'Oise, le CD est produit et mixé par Antoine Dermaut et Steeve "Zuul" puis masterisé par Francis Caste, Antoine Dermaut et Steeve "Zuul". Le DVD est conçu par Sébastien Bonnet. Le tout nouveau produit ne restera que 2 mois dans les bacs, confirmant un groupe déjà devenu culte.

### Les années noires
Entre 2011 et 2013, deux années de difficultés s’enchaînent et marquent profondément le groupe.
En 2011, l’album The Torture Never Stops (un clin d'œil au groupe américain WASP), produit par Karim Athoumane et Steeve "Zuul", et masterisé chez Jean-Pierre Bouquet (L'autre Studio), sort chez 13 bis Records. Le label fait faillite et emporte avec lui Zuul FX et bien d’autres groupes.
Malgré la sortie ratée de l’album, le groupe se positionne en première partie de Slayer et Megadeth au Zenith de Paris, puis au Hellfest, et fera une tournée française dans la foulée.
2012, Unleashed : nouvel album, nouvel avatar dans le parcours musical du groupe. Dans cet album, Steeve "Zuul" co-écrit les compositions avec Karim Athoumane, et les textes avec Elisabeth Pozoglou. Karim Athoumane poursuit le mixage, et Jean-Pierre Bouquet (L'autre Studio) le mastering. En recherche d’un nouveau label, le groupe signe avec Verycords (ex-membres de 13bis Records), distribué par Warner Music. Mais c’est une grande déception, l’album passe totalement inaperçu dans l’actualité musicale, par manque de sérieux du label.  
Dans la même période, le premier clip du groupe, Under The Mask, commence comme une belle aventure puisqu’il est tourné dans le prestigieux petit théâtre du musée Grévin. Le clip est produit et réalisé par Steeve "Zuul", et monté par VladShag ; il sort sur la chaine Youtube de Zuul FX. Mais 2 ans plus tard (2014), le clip sera dénoncé sur le forum du site Blabblermouth par les fans du groupe américain Korn, qui tourne un clip similaire. L’histoire, sans conséquence pour les groupes concernés, ressort de temps en temps sur les réseaux.
Le clip Under the mask à peine terminé, Steeve "Zuul" est en pleine préparation de la production d’un nouveau clip, In The Light Of Darkness, entièrement financé sur ses fonds propres. La chanteuse du groupe Eths, Rachel Aspe, qui s’était faite remarquée lors de son passage dans l’émission «La France a un incroyable talent», se retrouve en featuring sur le morceau. Mais à la suite d'un désaccord violent entre Steeve "Zuul" et le réalisateur qui refusa de modifier son premier montage et de céder l'exploitation de ses images au groupe, le projet est avorté. La perte financière est énorme pour Steeve "Zuul".
C’est dans cette même période que le groupe implose: si depuis 2007 les mêmes musiciens ont joué avec Zuul FX, 2012 est le point de bascule. Le départ de Karim Athoumane, remplacé par Quentin Godet -encore mineur à l’époque-, va changer la donne: malgré le franc succès des 2 dates de concert avec cette nouvelle formation, les autres membres du groupe n’acceptent pas l’arrivée d’un mineur dans le groupe. Les conflits internes ont raison du groupe: Steeve "Zuul" décide de continuer avec de nouveaux musiciens de session. Quentin Godet prend place à la guitare, Arnaud Verrier à la batterie et Benjamin Miranda à la basse.
Toujours en quête de sortie d’un clip qui marque l’identité de Zuul FX, Steeve "Zuul" embauche une toute nouvelle équipe de tournage, en même temps que la nouvelle formation de musiciens, pour le clip de Zombie Followers. Il bénéficiera de l’aide précieuse d’une partie de l’équipe des Films d'Avalon / Stonehenge Prod avec qui il travailla sur le film Pop Redemption. Jean-Christian TASSY, Chloé ROBERT, Jérôme WURTZ, Kaouther BOUGHDIRI, Claudia PLELLEGRI, Délia ESPINAT-DIEF, Audrey DAVID et Axel GUYOT seront à ses côtés sur la réalisation et la post-production. Avec sa patte cinématographique, le clip est une réussite et sera plébiscité tant par les fans de Metal que ceux des courts-métrages, et concourra en 2014 dans le prestigieux festival Paris Courts Devant 2014.

### La reconstruction
En 2013, l’horizon s’éclaircit enfin. L’amitié et le soutien indéfectible de Gary Meskil (Pro-Pain) permettent à Zuul FX de remonter sur scène et de partir dans l’une des tournées européennes les plus mémorables de la carrière du groupe.
Le rythme s’accélère et Zuul FX enchaîne une nouvelle tournée avec le groupe Entombed A.D., au Japon cette fois, où ses fans l’attendent avec impatience. Il jouera notamment dans les villes de Tokyo (Shibuya), Nagoya et Osaka. C’est l’occasion de réunir un nouveau crew, formé peu de temps avant sur la scène du Wünnstock Festival en Allemagne avec Greg Lambert (membre du premier line-up) à la guitare, Jonas Sanders (Pro Pain) à la batterie et Benjamin Miranda à la basse. Antoine Dermaut, ingénieur son, prend aussi la régie générale et Gaky la captation vidéo.
La tournée donne naissance à Live in Japan en 2015, un DVD live sorti chez Jackhamer Music en Asie et Okult Records en Europe, le tout jeune label de Steeve Petit. Produit en version collector digipack avec de nombreux bonus, le DVD est épuisé en l'espace de six mois et confirme une nouvelle fois le groupe dans l’univers Metal.

### H+ Transhumanism
Après les tristes événements du Bataclan, Zuul FX fait un break. Steeve "Zuul" prépare alors la sortie d’un projet de longue haleine H+ Transhumanism, un album-concept unique qui déroule une histoire originale pensée depuis 1999. L’album prend la forme de 10 titres originaux, chacun décliné en 3 variations: Metal indus, électro-acoustique et électronique. Chaque titre sort via le label Okult Records, au format digipack 3 titres + footage et bonus, uniquement pour les fans.
(à suivre...)

## Membres

### Membres actuels
- Steeve « Zuul » Petit - chant (Fondateur, Chanteur, Performeur, Auteur et Compositeur / depuis 2002)
- Stoblaz - Arrangeur, Clavier & Samples (depuis 2014)
- Antoine Dermaut - Ingénieur son Live & Studio (depuis 2007)

### Musiciens de sessions
Batterie : 
- Aurélien Ouzoulias (2003-2010)
- Arnaud Verrier (2013-2018)
- Jonas Sanders (2014-2016)
- Clément Rouxel (2010-2013)

Basse :
- Sébastien Bonnet (2003-2013)
- Ben Miranda (2013-2019)
- Simon Medz Meunier (depuis 2019)

Guitare :
- Greg Lambert (2003-2016)
- Laurent (2003-2006)
- Symheris (2010-2012)
- Karim Attoumane (2006-2013)
- Quentin Godet (depuis 2013)
- Morgan Thomaso (depuis 2018)